# Georges Morey
Georges Morey, francoski general, * 1886, † 1942.